# Tommaso Casigliani
Tommaso Casigliani (Pisa, 17 marzo 1972) è un produttore discografico e musicista italiano.

## Carriera
Tommaso Casigliani nasce a Pisa il 17 marzo 1972. Dopo aver terminato il liceo e non ancora ventenne, nel 1991 partecipa al tour di Gino Paoli “Matto come un gatto” con il ruolo di road manager: sarà l’inizio del suo lavoro nell’ambito delle produzioni musicali. Dal 1999 al 2003 collabora con Alex Britti.
Produce un progetto lounge dal titolo Sunset beach bar Vol. 1 e Sunset xueno project Vol. 2 entrambi Universo / Sony Music.
Firma il remix  Beat on my drum con Pitbull e Gabry Ponte.
Ha composto musiche per il cinema tra cui Agente matrimoniale di Christian Bisceglia con Corrado Fortuna e Nicola Savino, e L’ultima estate prodotto da Eleonora Giorgi e Massimo Ciavarro. Con il cortometraggio muto di Francesco Cannavà, Red Line, vince il Festival di Taormina e Lipari e arriva alla finale dei Nastri d’Argento.
Scrive e produce le musiche dei più importanti quiz Rai, tra i quali Affari tuoi con Paolo Bonolis, Fratelli di test con Carlo Conti e Reazione a catena. Dal 2008 firma le musiche de L’Eredità e La Ghigliottina.
Negli ultimi anni realizza video e corti con immagini aeree tra cui 24 agosto Amatrice #pernondimenticare realizzato per Loft - Il fatto quotidiano.

## Discografia
- "Spacco le regole" di Gino Giorgieri - Carosello / Polygram
- "Amori dispari" di Gino Paoli
- "Pomodori" di Gino Paoli
- Dj Arny "Do it yourself" / Universal
- "Marinù" di Gino Paoli / Alex Britti
- "Sunset beach bar Vol. 1", Universo / Sony Music
- "Sunset xueno project Vol. 2", Universo / Sony Music
- Ye Man "Sin Pararse", Danda / Blisco / Universal
- Sunset Club  - Danda / Cigra
- "Dimentica" - Raf - Sony
- "Beat on my drum" - Gabry Ponte - Pitbull - Danda / Sony Music
- "Bit it" - Hybrid Danda / Universo
- "La ghigliottina" -  L'eredita - Danda / Rai Trade
- Nel 2016 firma la sigla di "Note da campioni" in onda su Radio Rai 1
- "Ice pyramids" di Tommaso Casigliani e Gilberto Bretoni
- Ipnotiq Tommaso Casigliani e Alberto Salini

## Tour
- 1991 Gino Paoli "Matto come un gatto"
- 1992 Paola Turci
- 1994 "King King" - Gino Paoli
- 1996 "Amori dispari" - Gino Paoli
- 2001 "Sulle spiagge" -  Alex Britti
- 2002 "Palavasca" - Alex Britti

## Management
Dal 1999 al 2003 con la WWW e Max Mastrangelo cura il management di Alex Britti, Gazosa, Carmen Consoli e Neffa; dal 2006 al 2013 con la Novantaminuti srl management di Roberto Farnesi, Primo Reggiani, Massimo Ciavarro, Rossella Brescia e Paolo Conticini.

## Musiche televisive
- "Grande Fratello 3" (2002)
- "Affari tuoi" di Paolo Bonolis (2002—2004)
- "Fratelli di test" - prima serata Rai 1 condotto da Carlo Conti (2007)
- "Exit, uscita di sicurezza" su La7, condotto da Ilaria D'Amico   (2007)
- "L'Eredità" condotto da Carlo Conti su Rai 1 (2008)
- "Reazione a catena" condotto da Pupo su Rai 1 (2008)
- "Ci vediamo domenica" condotto da Alda Deusanio (2009)
- "L'Eredità" condotto da Carlo Conti (2009)
- "100 anni di Croce Rossa" condotto da Pino Insegno (2009)
- "Cuore di mamma" condotto da Amadeus (2010)
- "L'Eredità" condotto da Carlo Conti (2012)
- "Mi gioco la nonna" condotto da  Giancarlo Magalli (2012)
- "L'Eredità" condotto da Carlo Conti (2013/2015)
- "L'Eredità" condotto da Fabrizio Frizzi (2016)
- "Politics - Tutto è politica" condotto da Gianluca Semprini
- "L'Eredità" condotto da Fabrizio Frizzi e Carlo Conti (2017)
- "L'Eredità" condotto da Fabrizio Frizzi e Carlo Conti (2018)
- "La ghigliottina" condotto da Flavio Insinna (2019)
- "Presa diretta" condotto da Riccardo Iacona (musica RVM - 2019)
- "Photoshow" condotto da Alberto Matano (musica RVM - 2019)
- "Porta a porta" condotto da Bruno Vespa (musica RVM - 2019)
- "La ghigliottina" condotto da Flavio Insinna (2020)
- "Carta canta" condotto da Marco Travaglio e Selvaggia Lucarelli
- "La ghigliottina" condotto da Flavio Insinna (2021)
- "La ghigliottina" condotto da Flavio Insinna (2022)
- "La ghigliottina" condotto da Flavio Insinna (2023)
- "La ghigliottina" condotto da Marco Liorni (2024)

## Musiche per il cinema
- "Regalo di compleanno" di Christian Bisceglia (2005)
- "Agente matrimoniale" di Christian Bisceglia (2006)
- "Red Line" di Francesco Cannavà, vincitore del Festival di Taormina e Lipari, arrivato in finale ai Nastri d'argento (2006)
- "Ultima estate" di Eleonora Giorgi (2008)
- "Religions" di Tommaso Casigliani
- I love Pisa
- I love Pisa (in lockdown)
- Accumuli Amatrice #pernondimenticare

## Video e regia
- 2017 Religions di Tommaso Casigliani
- 2019 I love pisa di Tommaso Casigliani
- 2020 I love pisa ( in lock down) di Tommaso Casigliani
- 2020 Amatrice Accumuli #pernondimenticare di Tommaso Casigliani per Loft  il fatto quotidiano
- 2024 Regia del format "Slanci d'amore"
- 2024 Realizza l'installazione e la regia del video, ideata con il Gruppo Mondadori, per l'eliminazione della violenza contro le donne del 25 novembre dal titolo #inpiedicontrolaviolenza

## Altre attività
- Scrive e dirige il corto "I love Pisa" (2019)